# 6790 Pingouin
6790 Pingouin este un asteroid din centura principală, descoperit pe 28 septembrie 1991, de Satoru Ōtomo.